# NGC 1642
NGC 1642 ist eine Spiralgalaxie vom Hubble-Typ Sc im Sternbild Stier. Sie ist schätzungsweise 204 Millionen Lichtjahre von der Milchstraße entfernt.
Das Objekt wurde am 29. Dezember 1861 von Heinrich d’Arrest entdeckt.